# Jean-Pierre Aumont
Jean-Pierre Aumont, pseudonimo di Jean-Pierre Philippe Salomons (Parigi, 5 gennaio 1911 – Gassin, 30 gennaio 2001), è stato un attore francese.

## Biografia
Figlio di Alexandre Salomons, proprietario de La Maison du Blanc, una catena di negozi che vendevano lino, e di Suzanne Cahen, suo zio paterno era il famoso attore Georges Berr. Il padre, la cui famiglia era originaria dei Paesi Bassi, era ebreo e la madre veniva da una famiglia cattolica. Aumont cominciò a studiare teatro all'età di 16 anni al Conservatorio di Parigi. Esordì sul palcoscenico a 20 anni, e nel 1931 debuttò nel cinema con il film Jean de la Lune di Jean Choux.

### Carriera ed esperienze di guerra
Sul grande schermo colse i maggiori successi, segnalandosi negli anni trenta con Il lago delle vergini (1934) di Marc Allégret e Lo strano dramma del dottor Molyneux (1937) di Marcel Carné. Quando la sua carriera raggiunse l'apice, scoppiò la seconda guerra mondiale: Aumont rimase in Francia fino al 1942, quando fu costretto a sfuggire alle persecuzioni naziste. Inizialmente si stabilì nel territorio non occupato di Vichy, poi si rifugiò negli Stati Uniti, prima a New York, poi a Hollywood.
Cominciò a lavorare per la MGM e, dopo aver completato il film La croce di Lorena (1943) di Tay Garnett, decise di arruolarsi per combattere nella Francia Libera. Aumont fu mandato in Nord-Africa, dove partecipò all'Operazione Torch in Tunisia, quindi si spostò in Italia e in Francia con gli Alleati. In guerra fu ferito due volte: la prima, mentre era in missione con suo fratello; la seconda, in modo più grave, quando la sua jeep esplose in un campo minato e il generale brigadiere Diégo-Charles-Joseph Brosset, comandante della prima divisione della Francia Libera, fu ucciso. Per il suo coraggio, Aumont fu decorato con la Croix de guerre 1939-1945 e gli venne conferita  la Legion d'Onore.
Negli anni cinquanta riprese a lavorare sia in Europa che a Hollywood, ma la sua interpretazione forse più importante giunse a carriera avanzata, con il ruolo del divo Alexandre in Effetto notte (1973) di François Truffaut. Nel 1975 interpretò Il gatto, il topo, la paura e l'amore di Claude Lelouch e nel 1984 Il sangue degli altri di Claude Chabrol; del 1995 la sua apparizione in Jefferson in Paris di James Ivory.
Nel corso degli anni lavorò spesso per il piccolo schermo, prima come guest star in diverse produzioni statunitensi, poi come interprete di serie per la televisione francese.
Autore di diverse commedie, nel 1991 fu insignito della croce come Commandeur des Arts et des Lettres, nel 1991 ricevette il Premio César alla carriera.

### Vita privata
Durante il suo periodo hollywoodiano, Aumont sposò l'attrice dominicana María Montez. Il loro matrimonio fu molto felice, fino all'improvvisa scomparsa della Montez il 7 settembre 1951, avvenuta nella loro villa a Suresnes, in Francia. Ebbero una figlia, Tina (1946-2006) divenuta a sua volta attrice, che nel 1963 sposò l'attore Christian Marquand. Nel 1956 Aumont si risposò con l'attrice italiana Marisa Pavan, dalla quale ebbe altri due figli, Jean-Claude (1957) e Patrick (1960). Anche questo secondo matrimonio fu molto felice: i due infatti rimasero insieme fino alla morte dell'attore.
Aumont morì nel 2001 di infarto, all'età di 90 anni. È sepolto nel cimitero parigino di Père-Lachaise.

## Filmografia parziale

### Cinema
- Jean de la Lune, regia di Jean Choux (1931)
- Donna di lusso (Le Voleur), regia di Maurice Tourneur (1934)
- Il giglio insanguinato (Maria Chapdelaine), regia di Julien Duvivier (1934)
- Il lago delle vergini (Lac aux dames), regia di Marc Allégret (1934)
- L'equipaggio (L'Equipage), regia di Anatole Litvak (1935)
- Il sentiero della felicità (Les Beaux Jours), regia di Marc Allégret (1935)
- La porta dell'infinito (La Porte du large), regia di Marcel L'Herbier (1936)
- Taras Bulba (Taras Boulba), regia di Alexandre Granowsky (1936)
- Carico bianco (Cargaison blanche), regia di Robert Siodmak (1937)
- Il messaggio (Les Messager), regia di Raymond Rouleau (1937)
- Lo strano dramma del dottor Molyneux (Drôle de drame ou L'étrange aventure du Docteur Molyneux), regia di Marcel Carné (1937)
- Albergo Nord (Hôtel du Nord), regia di Marcel Carné (1938)
- Il segreto del golfo (Assignment in Brittany), regia di Jack Conway (1943)
- La croce di Lorena (The Cross of Lorraine), regia di Tay Garnett (1943)
- Ladra di cuori (Heartbeat), regia di Sam Wood (1946)
- Scheherazade (Song of Scheherazade), regia di Walter Reisch (1947)
- L'impossibile desiderio (The First Gentleman), regia di Alberto Cavalcanti (1948)
- L'Atlantide (Siren of Atlantis), regia di Gregg C. Tallas (1949)
- Hans il marinaio (Hans le marin), regia di François Villiers (1949)
- La vendetta del corsaro, regia di Primo Zeglio (1951)
- Ultimo incontro, regia di Gianni Franciolini (1951)
- La ragazza di Trieste (Les Loups chassent la nuit), regia di Bernard Borderie (1952)
- Lili, regia di Charles Walters (1953)
- Koenigsmark, regia di Solange Térac (1953)
- L'ussaro fantasma (Moineaux de Paris), regia di Maurice Cloche (1953)
- Sebastopoli o morte (Charge of the Lancers), regia di William Castle (1954)
- Versailles (Si Versailles m'était conté), regia di Sacha Guitry (1954)
- Napoleone Bonaparte (Napoléon), regia di Sacha Guitry (1955)
- Paura d'amare (Hilda Crane), regia di Philip Dunne (1956)
- Il settimo peccato (The Seventh Sin), regia di Ronald Neame (1957)
- Il grande capitano (John Paul Jones), regia di John Farrow (1959)
- Esecuzione in massa (The Enemy General), regia di George Sherman (1960)
- Il pozzo delle tre verità (Le puits aux trois vérités), regia di François Villiers (1961)
- Il diavolo alle 4 (The Devil at 4 O'Clock), regia di Mervyn LeRoy (1961)
- I sette peccati capitali (Les sept péchés capitaux), regia di Philippe de Broca, Claude Chabrol (1962)
- Una domenica d'estate, regia di Giulio Petroni (1962)
- Il coltello nella piaga (Le Couteau dans la plaie), regia di Anatole Litvak (1962)
- Antologia sessuale (Vacances portugaises), regia di Pierre Kast (1963)
- Ardenne '44, un inferno (Castle Keep), regia di Sydney Pollack (1969)
- El coleccionista de cadáveres, regia di Edward Mann e Santos Alcocer (1971)
- L'uomo dal cervello trapiantato (L'Homme au cerveau greffé), regia di Jacques Doniol-Valcroze (1971)
- Effetto notte (La nuit americain), regia di François Truffaut (1973)
- Porgi l'altra guancia, regia di Franco Rossi (1974)
- Il gatto, il topo, la paura e l'amore (Le Chat et la souris), regia di Claude Chabrol (1975)
- Mahogany, regia di Berry Gordy (1975)
- Un letto in società (Catherine et Cie), regia di Michel Boisrond (1975)
- Toccando il paradiso (Something Short of Paradise), regia di David Helpern (1979)
- Difendimi dalla notte, regia di Claudio Fragasso (1981)
- La villa delle anime maledette, regia di Carlo Ausino (1982)
- Il sangue degli altri (Le Sang des autres), regia di Claude Chabrol (1984)
- Il labirinto nello specchio (Le Regard dans le miroir), regia di Jean Chapot - miniserie TV (1985)
- Jefferson in Paris, regia di James Ivory (1995)
- Ritratto nella memoria (The Proprietor), regia di Ismail Merchant (1996)

### Televisione
- The Philip Morris Playhouse – serie TV, episodio 1x03 (1953)
- Climax! – serie TV, episodi 2x22-2x23 (1956)
- The Errol Flynn Theatre – serie TV, episodio 1x18 (1957)
- The Nurses – serie TV, episodio 3x27 (1965)

## Doppiatori italiani
- Pino Locchi in Paura d'amare, Il diavolo alle 4, La villa delle anime maledette
- Gualtiero De Angelis in Lo strano dramma del dottor Molyneux, La vendetta del corsaro
- Giulio Panicali in Scheherazade, Lili
- Giorgio Piazza in Il gatto, il topo, la paura e l'amore, Starsky & Hutch
- Marcello Mastroianni in Ultimo incontro
- Gianfranco Bellini in Esecuzione in massa
- Pino Colizzi in Ardenne '44, un inferno
- Giuseppe Rinaldi in Effetto notte
- Sergio Graziani in Porgi l'altra guancia
- Michele Kalamera ne Le avventure del giovane Indiana Jones
- Carlo Sabatini in Ritratto nella memoria
- Oliviero Dinelli in Lili (ridoppiaggio)